# Pipera
Pipera – dzielnica położona w pierwszym sektorze, w północnej części Bukaresztu, stolicy Rumunii. W granice miasta została włączona w roku 1995, wcześniej stanowiła oddzielną wieś. Dawniej była siedzibą arystokracji. Obecnie jest to część Bukaresztu o najdroższej ziemi, w 2005 roku 1 m² ziemi kosztował około 1000 RON (ok. 1000 PLN).
Dzielnica obsługiwana jest przez stację metra Pipera, będącą północnym punktem końcowym linii 2.
Pipera jest jednym z głównym miejsc w książce George Călinescu pt. Czarna Komoda.